# Anta da Cré 3
Die verstürzte Anta da Cré 3 ist eine Megalithanlage vom Typ Anta. Sie befindet sich beim Gutshof Cré nahe einer unbefestigten Straße, die durch das Herdade da Cré zum Herdade dos Prates, bei Pavia im Distrikt Évora im Alentejo in Portugal führt. Anta ist die portugiesische Bezeichnung für etwa 5000 Megalithanlagen oder Dolmen, die während des Neolithikums im Westen der Iberischen Halbinsel von den Nachfolgern der Cardial- oder Impressokultur errichtet wurden.
Es gibt nur wenige Informationen zu diesem Denkmal, das noch nicht als Kulturerbe eingestuft und daher nicht per Gesetz geschützt ist.
Cre 3 ist eine typische Anta mit einer Kammer aus 5 Tragsteinen und 3 erhaltenen Steinen beim Gang. 3 der Tragsteine der Kammer sind umgefallen, so dass der Deckstein zur Hälfte auf dem Boden liegt. Es sind Spuren des Hügel zu erkennen.
In der Nähe liegen die Antas da Caeira  und die Antas da Herdade dos Prates.